# Nixe
Pour les articles homonymes, voir Nixe (homonymie).
Nixe ou nix (en allemand), neck, nicor, nixie ou nokken (en anglais) et nikker ou necker (en néerlandais), ou "nykur" (en islandais) voire encore neckre (Nord de la France) désignent plusieurs génies et nymphes des eaux dans les mythologies germanique et nordique. Ils sont apparentés aux ondines et connus dans la plupart des pays de langue (actuellement ou anciennement) germanique, y compris certaines régions du nord et de l'est de la France. Ils peuvent posséder plusieurs apparences bien qu’ils apparaissent le plus généralement sous forme humaine. Cet esprit est connu dans les mythes et légendes de tous les peuples germaniques en Europe. Il n'est pas sans rappeler le Marid du Proche et Moyen-Orient par ses caractéristiques et son lien avec l'eau. Bien que la plupart de ces créatures aient forme humaine quoique possédant le don de métamorphose, le knucker anglais est généralement décrit comme un wyrm, ou dragon, et le bäckahästen se manifeste plus volontiers sous la forme d’un cheval. Le sexe et les transformations des nixes varient en fonction de l’origine géographique de la légende, ainsi, le nix allemand et ses homologues scandinaves sont des hommes, tandis que la nixe est un esprit féminin des eaux apparenté à la sirène.

## Étymologie et terminologie
Les noms de « nixe » et « neck » sont issus du proto-germanique nikwus ou nikwis, lui-même issu du langage proto-Indo-Européen, neig, qui signifie (« laver »). Cette forme est à mettre en relation avec le sanskrit nḗnēkti (« laver »), le grec νίζω / nízô et νίπτω / níptô, et l’irlandais nigther.
La forme neck apparaît en Angleterre et en Suède (näck ou nek). La forme suédoise est issue du vieux suédois neker, équivalente du vieil islandais nykr (nykrs), et nykk en norvégien moderne. En vieux danois, la forme la plus connue est nikke et en danois et norvégien moderne, nøk(ke). Le mot islandais nykr désigne également l'hippopotame,.
En moyen bas allemand, la nixe est appelée necker et en moyen allemand nicker. Le vieux haut allemand propose la forme nihhus qui signifie également « crocodile », alors qu’en vieil anglais  nicor, peut être synonyme de « monstre aquatique » ou d’« hippopotame ».
Des noms alternatifs existent en suédois, comme strömkarlen, et en norvégien, fossegrim. Selon la version scandinave du mythe, la nixe peut se transformer en cheval proche du kelpie écossais, cette forme est connue sous le nom de bäckahästen (le « cheval des ruisseaux »). En Allemagne, on connaît aussi les Filles du Rhin, dont la symbolique est assez similaire.

## Description et apparence
Folklore germanique

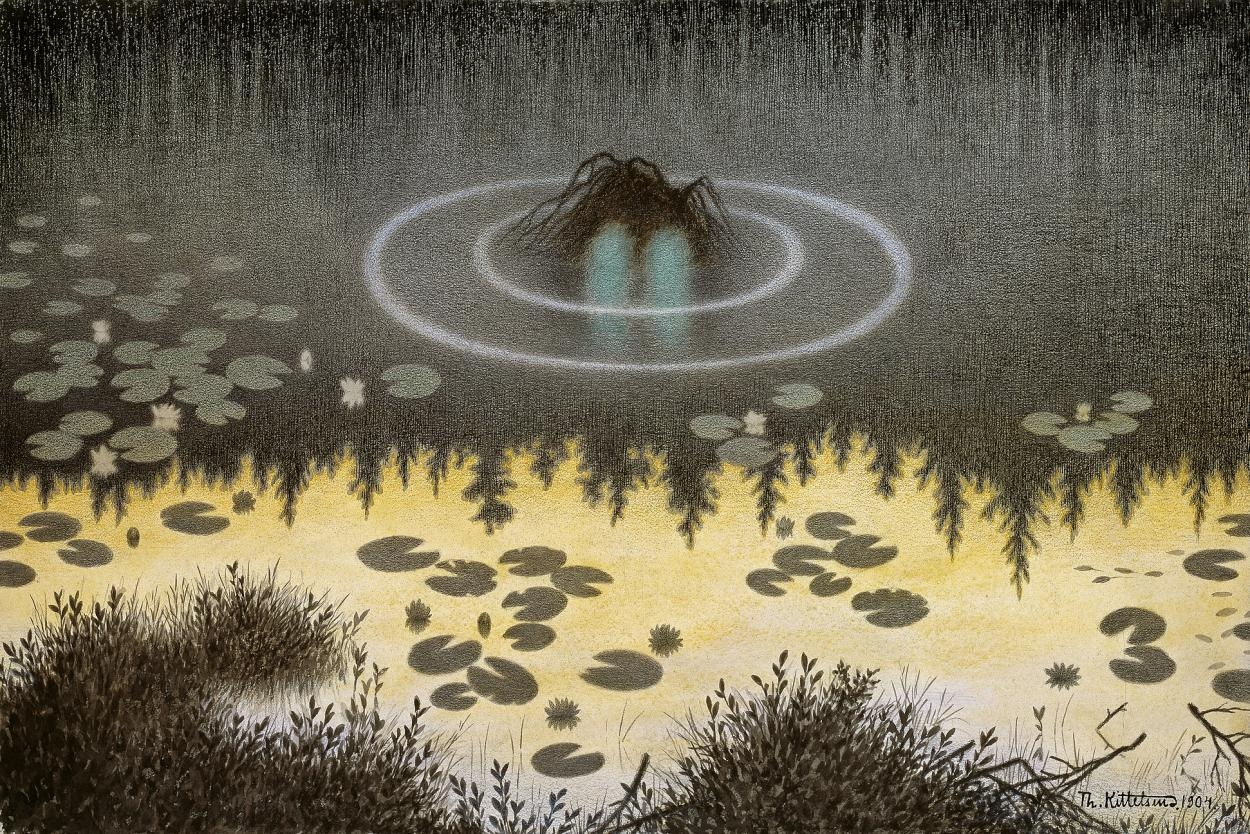
En Norvège, le Nøkken illustré par Theodor Kittelsen en 1904 est également célèbre.

Les nixes du folklore germanique sont décrites comme des esprits aquatiques qui essaient d'attirer les gens dans l’eau. Selon Édouard Brasey, les nix mâles se présentent sous la forme de vieux hommes avec une longue barbe, des dents vertes et un chapeau de la même couleur. Ils peuvent prendre de nombreuses formes différentes, y compris celles d’un poisson, d’un humain, et d’un serpent. Les nymphes sont de belles jeunes femmes aux longs cheveux blonds avec une queue de poisson.
Quand ils sont dans des formes humaines, ils peuvent être reconnus par l’ourlet de leurs vêtements qui demeure mouillé.
Les nixes seraient généralement perfides, aimant la danse et la musique, ils vivent dans les eaux stagnantes telles que les mares. Certaines d’entre elles sont réputées pousser les voyageurs au bord des précipices. Les nixes sont considérées comme malignes dans certains milieux, mais aussi inoffensives et sympathiques dans d'autres. Grâce au pouvoir bénéfique de leurs larmes, un bain dans l’étang d’une nixe à l'équinoxe de printemps apporte beauté et éternelle jeunesse[réf. nécessaire].

### Folklore scandinave
Les näcken, nøkken, strömkarlen, grim ou fossegrim sont décrits comme des esprits des eaux masculins qui jouent une musique enchanteresse afin d’attirer les innocents dans les eaux. Cependant, s’il est correctement approché, il apprendra à un musicien à jouer si habilement que la danse des arbres et des chutes d’eau s’arrêteront grâce à sa musique.

### Folklore du Nord de la France
Dans le Nord de la France et particulièrement dans les régions de l'Aa et du Boulonnais subsiste encore dans la tradition populaire jusqu'au XXe siècle la légende d'un esprit des eaux, le Neckre (pour le Boulonnais) et le fantôme de l'Aa. Sans doute dérivé du hollandais necker (il faudrait peut-être y voir un apport flamand), ce génie des eaux a donné son nom à un des affluents du Wimereux, le Denacre.
Tout comme pour le folklore germanique, dont le Neckre boulonnais n'est certainement qu'un dérivé, on lui prête des caractéristiques similaires : métamorphose (en bélier, en cheval, en chien, en âne, en bœuf, voire en homme ou en femme selon Simon Ogier, poète du XVIIe siècle). Dans le Boulonnais, on parle du Neckre "à l'canne" (à la chaîne) : un chien noir ou un homme, traînant une chaîne attachée à son cou.
Voir le Neckre dans le Boulonnais fait l'objet d'une superstition particulière: c'est l'annonce d'un malheur à venir. Autrefois, les mères disaient, à leurs enfants s'approchant trop près des cours d'eau: "Gare à ti, ch'Neckre i va t'preindre".

### Onomastique
- Plusieurs lieux-dits de Belgique situés en Région flamande ont un nom commençant par nekker- faisant allusion aux nixes ; par exemple :
  - le Nekkerbos (nl) (bois du nixe), à Grimbergen ;
  - Nekkerspoel (nl) (étang des nixes), étang, hameau et gare à Malines
- Olivier Le Daim, né à Tielt, s'appelait à sa naissance Olivier De Neckere, c'est-à-dire « Olivier Le Nixe », ce qui l'a parfois fait surnommer Olivier le Diable ou Olivier le Mauvais avant qu'il se lie d'amitié avec le futur Louis XI, qui l'anoblit et lui donna un nom mieux sonnant.
- Un lieu-dit de la commune de Wimille, dans le Boulonnais, le Denacre (de Neckre) tient son nom du Neckre, créature fantomatique et génie des eaux censé habiter la vallée de ce cours d'eau[8],[9].

### Danses de nixes
Les nixes sont souvent associées à leur habitude de fréquenter les bals nocturnes richement vêtues, où elles charment les humains à l’aide de musique, séduisant les hommes qui auront la faiblesse de les suivre jusqu’à l’étang où elles les noient. En Hollande, elles font de même en s’associant aux bals populaires.
Selon Karl Grün, voir une danse de nixes est présage de mort pour celui qui les surprend, et celui qui danse avec une nixe peut s’apercevoir de suite que son voile est fait d’un tissu très délicat, que la danseuse à l’air mystérieuse et aristocratique, qu’elles font preuve de beaucoup de sentiments et que leur caractère est à la fois tendre, poétique, noble et fier.

### Bäckahästenoubækhesten
Le bäckahästen ou bækhesten (littéralement « cheval des ruisseaux ») est un cheval du folklore scandinave très proche des nixes, dont il ne serait qu’une forme métamorphosée, et du kelpie. Il s’agit d’un majestueux cheval blanc qui apparaît près des rivières, en particulier par temps de brouillard. Celui qui monte sur son dos se trouve incapable d’en descendre. Le cheval saute alors dans la rivière et le cavalier se noie. Le cheval des ruisseaux peut, tout comme le kelpie, être mis au travail à la charrue, soit parce qu’il tente de tromper une personne, soit parce que sa victime se montre plus rusée que lui.

## Mentions
Dans la littérature française, le mot « nixe » est notamment utilisé par Mallarmé dans son sonnet en X :
Ses purs ongles très haut dédiant leur onyx,

L’Angoisse, ce minuit, soutient, lampadophore,

Maint rêve vespéral brûlé par le Phénix

Que ne recueille pas de cinéraire amphore

Sur les crédences, au salon vide : nul ptyx

Aboli bibelot d’inanité sonore,

(Car le Maître est allé puiser des pleurs au Styx

Avec ce seul objet dont le Néant s’honore.)

Mais proche la croisée au nord vacante, un or

Agonise selon peut-être le décor

Des licornes ruant du feu contre une nixe,

Elle, défunte nue en le miroir, encor

Que, dans l’oubli fermé par le cadre, se fixe

De scintillations sitôt le septuor.
Puis par Apollinaire dans son poème intitulé Automne malade :
Au fond du ciel

Des éperviers planent

Sur les nixes nicettes aux cheveux verts et naines

Qui n’ont jamais aimé.
Ibsen, dans sa pièce Rosmersholm (1887), fait dire à Rebekka :

« SI. Mais moi,-moi, désormais, je ne serais plus qu'une nixe s'accrochant à ton navire, l'empêchant d'avancer. Il faut me rejeter à la mer. Dois-je vraiment continuer à traîner sur cette terre une existence gâchée ? Continuer à me morfondre et à ruminer un bonheur que mon passé m'interdit ? Je dois abandonner la partie, Rosmer. »

— (Traduction de Terje Sinding et Bernard Dort)

## Dans la fiction
Dans The Witcher 3, les neckers font partie des monstres hostiles.
Dans Through the Woods, la nixe est la deuxième créature rencontrée.
Dans Valheim, les nixes sont de petites créatures amphibiennes agressives vivant au bord de l'eau dans les biomes prairies.